# Sidi Brahim
Sidi Brahim là một đô thị thuộc tỉnh Sidi Bel Abbès, Algérie. Dân số thời điểm năm 2002 là 8.464 người.